# Notfallverbund
Ein Notfallverbund ist ein Zusammenschluss mehrerer Archive, Bibliotheken, Museen oder anderer Kultur- oder Wissenschaftseinrichtungen auf Lokal-, Regional- oder Landesebene. Notfallverbünde verfolgen das Ziel, sich in akuten Notfallsituationen wie Brand oder Hochwasser gegenseitig schnell und effektiv zu unterstützen. An oberster Stelle steht dabei der Kulturgutschutz. Formale und rechtliche Grundlage bildet meist eine Notfallvereinbarung zwischen den beteiligten Institutionen. Die Mitglieder führen gemeinsam präventive Maßnahmen durch und arbeiten häufig eng mit Behörden und Organisationen mit Sicherheitsaufgaben (BOS) zusammen.

## Geschichte der Notfallverbünde
Einer der ersten Notfallverbünde für Kulturgutschutz in Deutschland wurde im Jahr 1997 für die Berlin-Brandenburger Archive gegründet. Seitdem wurden zahlreiche weitere Notfallverbünde ins Leben gerufen, darunter in Weimar im Jahr 2007. Katastrophenereignisse wie der Brand der Herzogin Anna Amalia Bibliothek in Weimar und der Einsturz des Historischen Archivs der Stadt Köln hatten die Notwendigkeit von Notfallverbünden deutlich vor Augen geführt.
Das Bundesamt für Bevölkerungsschutz und Katastrophenhilfe (BBK) organisiert seit 2015 bundesweite Treffen der Notfallverbünde zur Vernetzung auf nationaler Ebene, seit 2022 gemeinsam mit dem Team von SicherheitsLeitfaden Kulturgut (SiLK). Einen Überblick zu bestehenden Notfallverbünden in Deutschland bietet eine Umfrage der Deutschen Akademie der Naturforscher Leopoldina, eine Listenansicht auf der Website notfallverbund.de sowie eine Karte der Notfallverbünde der Koordinierungsstelle für die Erhaltung des schriftlichen Kulturguts (KEK). Der Aufbau von überregionalen Notfallverbünden auf Ebene eines Bundeslandes wurde etwa in Bayern umgesetzt.

## Notfallverbünde als Maßnahme des Kulturgutschutz
Notfallverbünde bilden durch ihren akteursübergreifenden, integrierten Ansatz einen zentralen Baustein für den Kulturgutschutz in Deutschland. In der „Deutschen Strategie zur Stärkung der Resilienz gegenüber Katastrophen“ der Bundesregierung vom 13. Juli 2022 wird als zentrale Maßnahme für den Kulturgutschutz empfohlen: „Zahl von Notfallverbünden ausbauen, in deren Rahmen sich Kulturgut bewahrende Einrichtungen zusammenschließen, in der Notfallvorsorge zusammenarbeiten und sich gegenseitig unterstützen können“ (S. 61).

## Notfallvorsorge
Die Zusammenarbeit der Mitgliedseinrichtungen von Notfallverbünden ist in der Regel in Notfallvereinbarungen festgelegt. Diese geordnete Bündelung von Ressourcen in Notfallverbünden auf den Ebenen Personal, Material und Logistik erhöht die Handlungssicherheit aller beteiligten Einrichtungen. Die Abstimmung zum konkreten Handeln im Notfall geschieht sowohl auf theoretischer als auch praktischer Ebene. Zentrale Grundlagen stellen hierbei erarbeitete Notfallpläne dar. Insbesondere die regelmäßige Durchführung gemeinsamer Notfallübungen hat sich als essenzieller Bestandteil einer ganzheitlichen, effektiven Prävention bewährt.

## Notfallausrüstung
Die Notfallausrüstung deckt ein breites Spektrum an Anwendungsfällen ab und reicht von liegenschaftsbezogener Ausrüstung wie einer Notfallbox bis hin zu Großgeräten, die als gemeinsame Ausrüstung für Notfallverbünde etwa bei der örtlichen Feuerwehr vorgehalten werden. Für die Beschaffung gemeinsamer Ausrüstung spielen Drittmittelgeber sowie Förderprogramme auf Bundes- und Landesebene eine wichtige Rolle, beispielsweise die Modellprojektförderung der KEK oder der Aktionsfonds der Notfallallianz Kultur für Kulturinstitutionen. Im Rahmen des Landesförderprogramms Bestandserhaltung Rheinland-Pfalz sind Maßnahmen zur Notfallvorsorge förderfähig. Der Landschaftsverband Rheinland hatte wiederum gezielt die Versorgung der ihm zugehörigen kommunalen Einrichtungen mit Notfallausstattung versorgt.
Systematisch aufbereitete Detailinformationen zu Notfallausrüstung bieten die „Empfehlungen zum Notfallmanagement in Archiven und Bibliotheken“, die gemeinsam erarbeitet wurden vom Unterausschuss Bestandserhaltung der Bundeskonferenz der Kommunalarchive beim Deutschen Städtetag (BKK), der Kommission Bestandserhaltung des Deutschen Bibliotheksverbands (dbv), dem Bestandserhaltungsausschuss der Konferenz der Leiterinnen und Leiter der Archivverwaltungen des Bundes und der Länder (KLA) sowie der KEK.